# 生涯学習プラザ運動公園
生涯学習プラザ運動公園（しょうがいがくしゅうプラザうんどうこうえん）は、山形県長井市にある運動公園。

## 概要
置賜生涯学習プラザの東側に位置。防災機能を備えた都市公園として国土交通省より補助を受け2010年から整備を開始し、2015年より共用を開始した。陸上競技場、芝生広場、多目的広場を備え、周囲には外回り1周770m、内回り1周450mのウォーキングコースも整備されている。総事業費は約12億円。

## 施設概要

### 長井市陸上競技場
2015年4月1日供用開始。日本陸上競技連盟第3種陸上競技場に公認されている。全天候型で、照明設備あり。
| 建築面積           | 20,000m2 |
| 周長               | 400m     |
| トラックレーン数   | 8        |
| 跳躍種目用エリア   | 4        |
| 投てき種目用エリア | 4        |
| 施設面積(全長)：   | 221m     |
| 施設面積(全幅)     | 302m     |
| 競技面積(全長)     | 110m     |
| 競技面積(全幅)     | 180m     |
| フィールド表面     | 天然芝   |
| ラインマーキング   | ペイント |
| レーン色           | 青       |

### 芝生広場
サッカーやグラウンドゴルフなどで利用が可能。夜間照明あり。

### 多目的広場
無料で利用が可能。

## 使用時間・定休日
使用時間
- 午前9時 - 午後9時

定休日
- 水曜日

## 主な大会
- 山形県高等学校駅伝競走大会（2015年）
- 商工会議所青年部第14回全国サッカー大会（2016年）
- 東北高等学校駅伝競走大会（2016年）

など

## 周辺
- 山形県立長井高等学校
- 長井市立長井南中学校
- 長井警察署